# マッキー・サル
マッキー・サル（フランス語: Macky Sall, 1961年12月11日 - ）は、セネガル共和国の政治家。同国大統領（第4代）、首相（第8代）、ファティック市長（2期）を歴任したほか、2022年度アフリカ連合議長も務めた。
共和国同盟代表。2008年まではセネガル民主党 (PDS) 党員であったが、分裂し独立した。

## 経歴
2003年8月27日に内務大臣として入閣。2004年4月21日、イドリサ・セック首相の解任を受けてアブドゥライ・ワッド大統領から後任首相の指名を受けたが、2007年6月19日に解任された。
2012年の大統領選挙には現職であるワッド大統領の対抗馬として、ワッドが自ら覆した大統領任期の短縮を公約に掲げ立候補。3月25日の決選投票でワッドを破り、第4代大統領に就任した。2016年3月20日には大統領任期を5年、3選禁止とする憲法改正案が国民投票で可決された。2019年2月24日の大統領選挙で再選。2021年12月には廃止した首相職を復活させ、2022年9月17日にアマドゥ・バ元外務大臣を任命した。
2022年2月5日 、アフリカ連合の年次総会において2022年度の総会議長に選出。
サルの大統領1期目は旧憲法下で執行された選挙であり、その後の憲法改正で大統領3選が禁止されたため、サルが3期目を目指すのではないかという憶測があった。しかし2023年7月3日にテレビ演説でこれを否定し、2024年2月の大統領選挙には立候補しない方針を表明した。9月9日、アマドゥ・バ首相を2024年大統領選挙の党公認候補に指名した。2024年1月20日には憲法審査会が大統領選挙への立候補が認められた20名のリストを公表し、一方で投獄されている野党指導者ウスマン・ソンコやアブドゥライ・ワッド前大統領の息子であるカリム・ワッドといった有力野党候補を含む数十名の立候補者は失格となった。議会は憲法審査会の判事2人に対する調査を開始し、2月2日にはワッドの所属するセネガル民主党は大統領選挙の延期を要請。選挙戦があと数時間で始まるという翌2月3日になってサルは選挙の透明性を確保するためとして、大統領選挙の執行を2月25日としていた措置を全て破棄する法令に署名したと発表。選挙は無期限延期となった。
議会は2024年2月5日に大統領選挙を12月15日まで延期する法案を定数165人中105人の賛成で可決し、4月2日までだった大統領の任期は後任が決まるまで延長されることとなった。2月15日、憲法評議会は大統領選挙の延期を定めた法律を違憲とする決定を下した。評議会は、当初の日程で選挙を行うことは不可能としつつも、当局に対し「できるだけ早期に」実施するよう求めた。サルは当初、2024年6月2日に大統領選挙を実施する予定だったが、大統領任期期限の4月2日よりあとに実施するのは憲法違反であると最高裁判所が判断したことを受け、実施半月前の3月6日になって3月24日の実施を発表した。またアマドゥ・バ首相が大統領選挙の準備に入るため首相から解任した。憲法評議会は選挙の日程を3月31日としたが、直後にサルの提案どおり3月24日を選挙日とするなど混乱が続いた。投開票の結果、野党有力候補のバシル・ジョマイ・ファイが当選。サルの後継候補のアマドゥ・バは敗れた。
2025年4月、国会議員が国会にマッキー・サルを弾劾する案を提出した。マッキー・サルを大逆罪で弾劾するというこの提案は、公的債務と予算赤字の数字が偽造されていたことを明らかにした会計検査院の報告書に基づいている。